# Escuela Secundaria Miami
La Escuela Secundaria Miami (Miami High School) es una escuela secundaria histórica ubicada en Miami, Florida. La Escuela Secundaria Miami se encuentra inscrita  en el Registro Nacional de Lugares Históricos desde el 18 de junio de 1990. Las Escuelas Públicas del Condado de Miami-Dade gestiona esta escuela.

## Ubicación
La Escuela Secundaria de Miami se encuentra dentro del condado de Miami-Dade en las coordenadas 25°46′17″N 80°14′10″O / 25.771389, -80.236111.

## Demografía
En la década de 1950 la escuela tuvo una gran minoría de estudiantes judíos; en algunas clases avanzadas que eran mayoría. Algunos judíos asignados a la Escuela Secundaria Coral Gables, especialmente las niñas, asistieron la Secundaria de Miami; muchos clubes de la alta sociedad para niñas en la Secundaria Coral Gables no permitieron judíos. Los estudiantes judíos de la Secundaria de Miami socializados en un patio llamado "Little Jerusalem" (Pequeña Jerusalén) o "LJ".